# Bathory (album)
Pour les articles homonymes, voir Bathory.
Albums de Bathory
The Return
(1985)
Bathory est le premier album du groupe suédois éponyme. Il est considéré comme un des premiers albums à avoir été enregistré dans un registre black metal.
À l'origine, le titre de l'album était Pentagrammaton, mais celui-ci a été abandonné car considéré trop proche de Pentagon. Le pentagramme a été déplacé à l'arrière de la jaquette, pour laisser place à l'avant à un dessin de Joseph A. Smith datant de 1981, s'inspirant du livre Witches d'Erica Jong.
Il a d'abord été édité à 1000 copies vinyles, avec le dessin d'une chèvre jaune plutôt que blanche à présent. À l'occasion de la réédition de l'album en 1990, l'intro et l'outro ont été effacés de la liste des titres.

## Titres

### Version originale
1. Storm of Damnation (Intro) – 3:06
2. Hades – 2:45
3. Reaper – 2:44
4. Necromansy – 3:40
5. Sacrifice – 3:16
6. In Conspiracy with Satan – 2:29
7. Armageddon – 2:31
8. Raise the Dead – 3:41
9. War – 2:15
10. The Winds of Mayhem (Outro) – 0:22

## Formation
- Quorthon – Guitare électrique, chants, paroles
- Rickard Bergman – basse
- Stefan Larsson – batterie